# Reynald Seznec
Reynald Seznec, né le 11 mai 1953 à Laval, est un ingénieur aéronautique français, ancien directeur au sein du groupe Thales.

## Biographie
Reynald Seznec est l’aîné d’une famille de deux enfants ; il est le fils de Gaston Seznec, psychologue de l’éducation nationale, et de Hélène Nicolas, directrice d’école primaire.
D’un premier mariage, il a eu trois enfants, et cinq petits-enfants.
Il est l’époux de Maria Grazia Giammarinaro, juge et diplomate italienne, spécialiste des droits humains.

### Formation
Reynald Seznec est un ancien élève de l'École polytechnique (X73) et de l'École nationale des ponts et chaussées (1978). La même année, il obtient un doctorat de physique de l'université Pierre-et-Marie-Curie (Paris VI), après un DEA de Grenoble Université.

### Société Métravib
Il commence sa carrière professionnelle dans la recherche pour un laboratoire de physique. En 1982, il prend le poste de directeur technique pour la société Métravib. En 1985, il est promu directeur général et exerce cette fonction jusqu'en 1989.

### Société Thomson-CSF, devenue Thales
Il rejoint ensuite la société Thomson-Sintra ASM à Sophia-Antipolis et prend en charge la direction des produits sonars de lutte anti-sous-marine. En 1996, Thomson-Sintra ASM fusionne avec Gec Marconi pour former la société Thomson Marconi Sonar (TMS-SAS), et Seznec est alors nommé directeur général de TMS-SAS.
En 1999, Reynald Seznec rejoint l'entité Systèmes de défense aériens et de missiles du groupe Thomson-CSF, où il exerce la fonction de directeur des systèmes d'armes pour la France (Airsys) et la Grande-Bretagne (Short Missile Systems).
En septembre 2000, Reynald Seznec prend la direction du Business Group Air Defence Systems de Thales, comprenant notamment les activités Missiles, Systèmes d'armes, Radars et Systèmes de défense aérienne, et en devient Senior Executive Vice-President.
Le 1er octobre 2003, il est nommé directeur général du Business Group Air Traffic Management de Thales.
De 2004 à 2008, il rejoint le siège de Thales et est nommé directeur général adjoint, chargé des Opérations du Groupe.
Le 1er mai 2008, il est nommé Directeur Général Adjoint Espace, et Président de Thales de Thales Alenia Space. Son mandat est marqué par le gain de plusieurs contrats majeurs : les constellations Iridium Next et O3B, ainsi que Meteosat 3G.
En septembre 2012, il est nommé Senior Executive Vice President de Thales International et quitte la société fin 2012, au moment du changement de PDG.
Administrateur de sociétés et conseil auprès de Fonds d’investissement.
À partir de 1973, il développe une activité de consulting au sein de la société qu’il a fondée, Seizh Avel Consulting SAS, et devient Chairman ou membre des conseils d’administration de sociétés de taille moyenne , dont Segula, Exxelia, Linxis, Trescal. Depuis 2023 il est administrateur de MND, et Chairman d’Exens Group.
Il consacre ses loisirs à sa passion, la voile, la photographie, et plus récemment l’écriture. Il est l’auteur d’un roman, La Zébrelle, publié aux éditions Le Palio en 2024.

## Distinctions
Il est nommé chevalier dans l'ordre national du Mérite le 13 mai 2005 et chevalier dans l'ordre de la Légion d'honneur le 1er janvier 2011.